# Asfona
Asfona, abreviación de Asociación Fonográfica Nacional, fue un sello discográfico chileno, fundado en la década de 1960 y cerrado en la década de 1970, debido a la crisis discográfica durante la dictadura militar.
Este sello albergó a bandas de distintos estilos musicales, tales como el pionero en música electrónica en Chile, Juan Amenábar, con su disco Amacatá. Electromúsica para este fin de siglo; el sencillo del grupo de rock psicodélico Aguaturbia, titulado El hombre de la guitarra; trabajos de Clarita Parra, hija de Lalo Parra, y los catorce primeros álbumes de la agrupación de música mexicana Los Hermanos Bustos, editados entre 1968 y 1976. También lanzó reediciones de álbumes de reconocidos músicos, tales como Al mundo-niño, le canto de Ángel Parra, así como álbumes colectivos interpretados por varios intérpretes, como Voz para el camino o La peña de los Parra, vol. I, entre varios otros.